# 605
605 (DCV) var ett normalår som började en fredag i den julianska kalendern.

## Händelser

### Okänt datum
- Efter gräl mellan lakhmidernas härskare Numan III och den persiske Khusrov II, vaktas ej längre Persiens gräns mot Arabien.
- Kejsar Yang Guang av Suidynastin beordrar flytt av huvudstad från Chang'an till Luoyang, och beordrar bygget av Kejsarkanalen.
- Amshuvarma blir kung av licchaverna.
- Den kinesiska Zhaozhoubron står klar under Suidynastin och blir därmed den tidigast kända bågbron helt i sten. Även om Trajanusbron innehöll inslag av bågbro var den byggd av trä ovanpå bropelare av sten.
- Aj Ne' Yohl Mat blir härskare av Palenque.

## Födda
- Dagobert I, frankisk kung av Austrasien 623–632, av Neustrien och Burgund 629–632, av Frankerriket 632–634 samt ånyo av Neustrien och Burgund 634–639 (född omkring detta år, 602 eller 603)
- Kejsar Gong av Sui
- Yang Tong

## Avlidna
- 26 maj – Augustinus av Canterbury (förmodligen detta år eller 604)
- Damianus, koptisk-ortodox påve och patriark av Alexandria
- Alexander av Tralles, grekisk fysiker
- Konstantina av Bysans, bysantinsk kejsarinna